# Drôme (reka)
Drôme (okcitansko Droma) je 110 km dolga reka v jugovzhodni francoski regiji Rona-Alpe, levi pritok Rone. Izvira v Francoskih predalpah, v južnem delu Vercorske planote na višini 1.600 m. V Rono se izliva blizu Loriol-sur-Drôme, južno od kraja Valence.

## Geografija

### Porečje
- Bez
- Gervanne

### Departmaji in kraji
Reka Drôme se nahaja zgolj na ozemlju istoimenskega departmaja, kateremu je dala svoje ime, pri tem pa na svoji poti teče skozi dva pomembnejša kraja: Die (podprefektura) in Crest (sedež dveh kantonov).